# دستور داغستان
دستور جمهورية داغستان (بالروسية: Конститу́ция Республики Дагестан) هو القانون الأساسي في جمهورية داغستان، تم اعتماده في 24 يوليو 1994. بعد الاستفتاء ونشره على الجريدة الرسمية دخل دستور داغستان حيز التنفيذ. حل محل دستور الحقبة السوفيتية السابقة.
أما الدستور المعمول به حاليا هو دستور جمهورية داغستان الذي تم اعتماده في 10 يوليو 2003م، مع التعديلات التي أدرجت فيه في 12 أكتوبر 2005، و4 أبريل و8 ديسمبر 2006، و7 أكتوبر 2008، و3 فبراير 2009، و5 أبريل 2010.
آخر تعديل أدخل في الدستور هو ما يتعلق بكيفية انتخاب رئيس الجمهورية، حيث يقدم الرئيس الروسي للبرلمان الداغستان 4 مرشحين فيختار أعضاء البرلمان منهم رئيسا للجمهورية.
الدستور الداغستاني يتوافق تمامًا مع الدستور والقوانين الفيدرالية الروسية.

## الإعلان عن الاعتماد
"نحن، شعب جمهورية داغستان متعددة العرقيات - جزء لا يتجزأ من الشعب لاتحاد الروسي المتعددة الجنسيات، والمتحدة تاريخيا في دولة واحدة، مدركين المسؤولية الحفاظ على وحدة داغستان، وعلى السلم الأهلي والوفاق، معربين عن الالتزام بمثل العدالة الإجتماعية والديمقراطية وسيادة القانون، معترفين بأولوية حقوق الإنسان والحريات، وانطلاقا من المبادئ المعترف بها عالميا من المساواة وتقرير الشعوب لمصيرها، وسعيا إلى تشكيل المجتمع المدني وخلق الظروف المواتية لتنمية شعوب داغستان بكل حرية، نعتمد دستور جمهورية داغستان."؛ 

## التركيب
الدستور ينقسم إلى قسمين.

### القسم الأول
1. الأسس التي يقوم عليها النظام الدستوري (المواد 1-17)
2. حقوق وحريات الإنسان والمواطن (المواد 18-53)
3. جمهورية داغستان - كيان الاتحاد الروسي (المواد 54-58)
4. مجلس الشعب الداغستاني (المواد 59-74)
5. رئيس جمهورية داغستان (المواد 75-83)
6. حكومة جمهورية داغستان (المواد 84-91)
7. السلطة القضائية (المواد 92-97)
8. الحكم الذاتي المحلي (المواد 98-100)
9. رموز الدولة. عاصمة جمهورية داغستان (المادة 101)
10. التعديلات الدستورية والتنقيحات (المواد 102-105)

### القسم الثاني
1. الأحكام الختامية والانتقالية

## وصلات خارجية
- دستور جمهورية داغستان بالنص الروسي
- THE CONSTITUTION OF THE REPUBLIC OF DAGESTAN
- [www.e-dag.ru/2013-05-27-06-54-30/konstitutsiya-rd.html الروسية] -الدستور على موقع الحكومة الداغستانية الرسمي على الإنترنت